# Musée ethnographique du Petit-Monde
Le musée ethnographique du Petit-Monde est un musée situé à Torgnon, en Vallée d'Aoste.

## Description
Le toponyme Petit-Monde se réfère aux trois hameaux de Triatel, d'Étirol et de Ronc, qui constituaient autrefois un ensemble autosuffisant, d'où l'idée d'un « petit monde ».
Le musée se compose de trois bâtiments en bois et en pierre, construits entre le bas Moyen Âge et le XVIIIe siècle. L'œuvre de restauration a été achevée en 2004 :
- un grenier, datant de 1472
- la grange
- le rascard, bâti en bois daté de 1476
- le moulin sur le torrent Petit-Monde

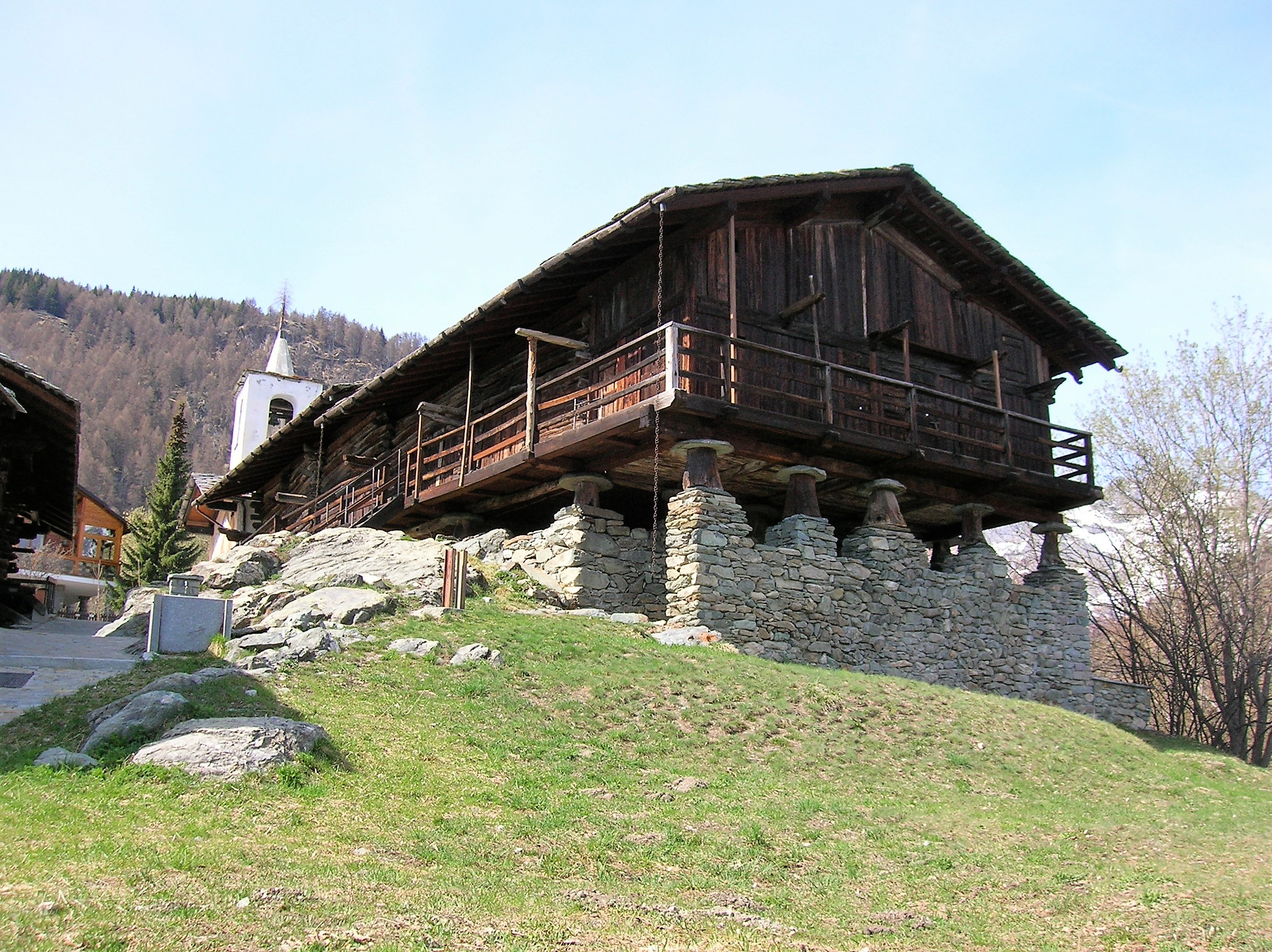
Le grenier.
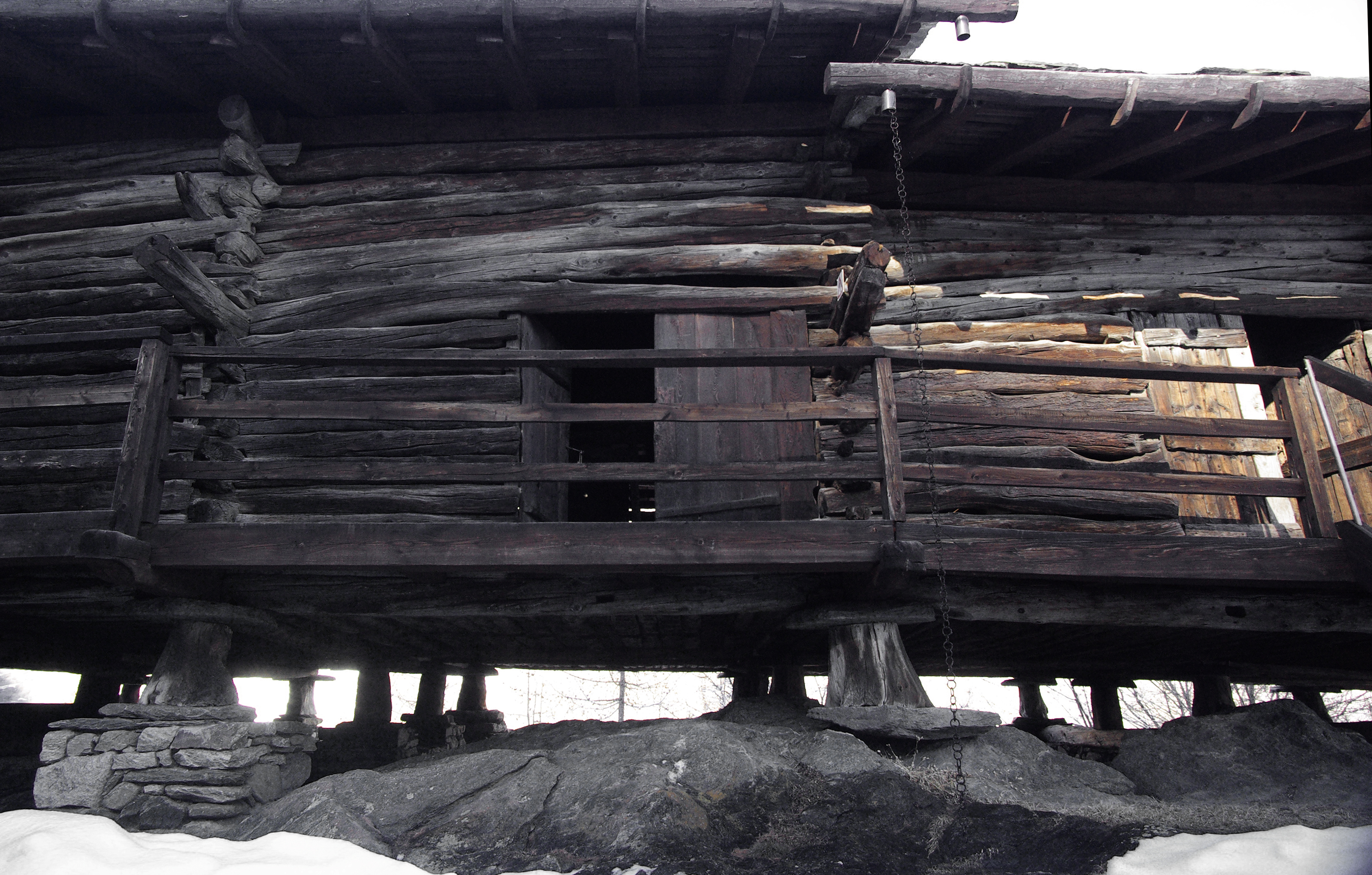
Le rascard.

La consorterie du Petit-Monde, qui appartenait aux barons de Cly, avait obtenu les reconnaissances, leur permettant de gérer les ressources, notamment les eaux, le four et le moulin du Petit-Monde de façon autonome.

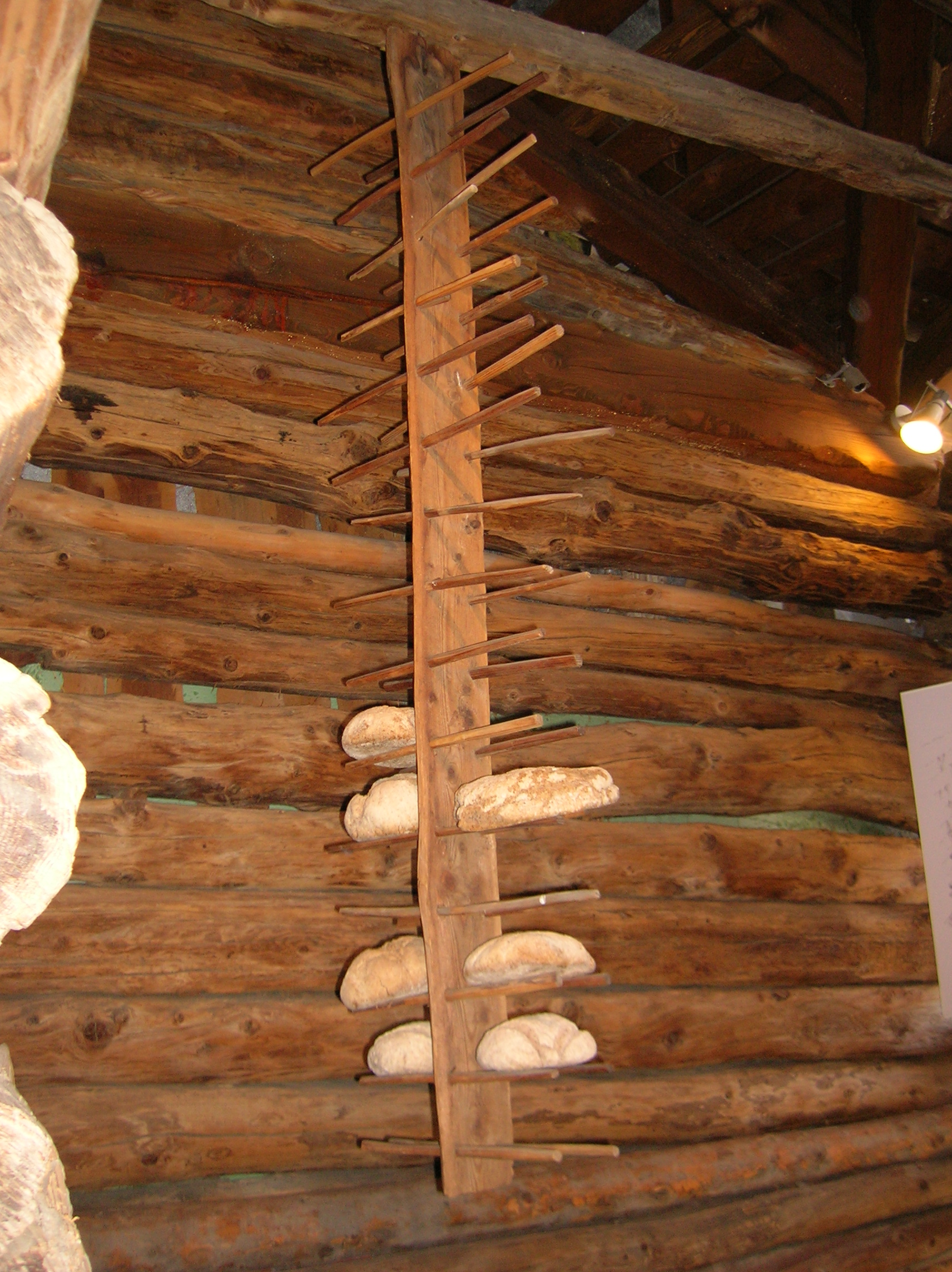
Un ratelé, utilisé traditionnellement pour la conservation du pain noir
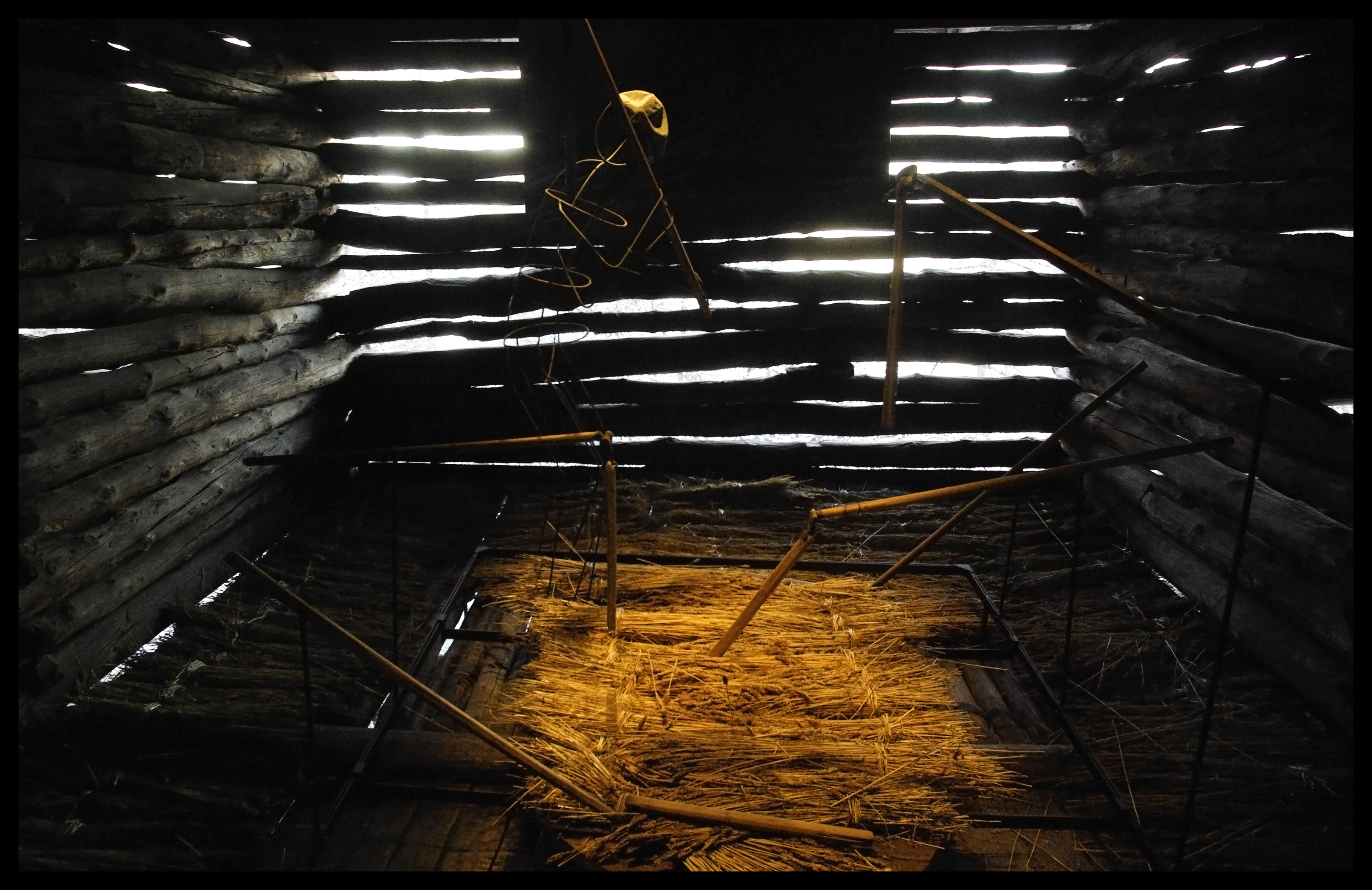
Des fléaux
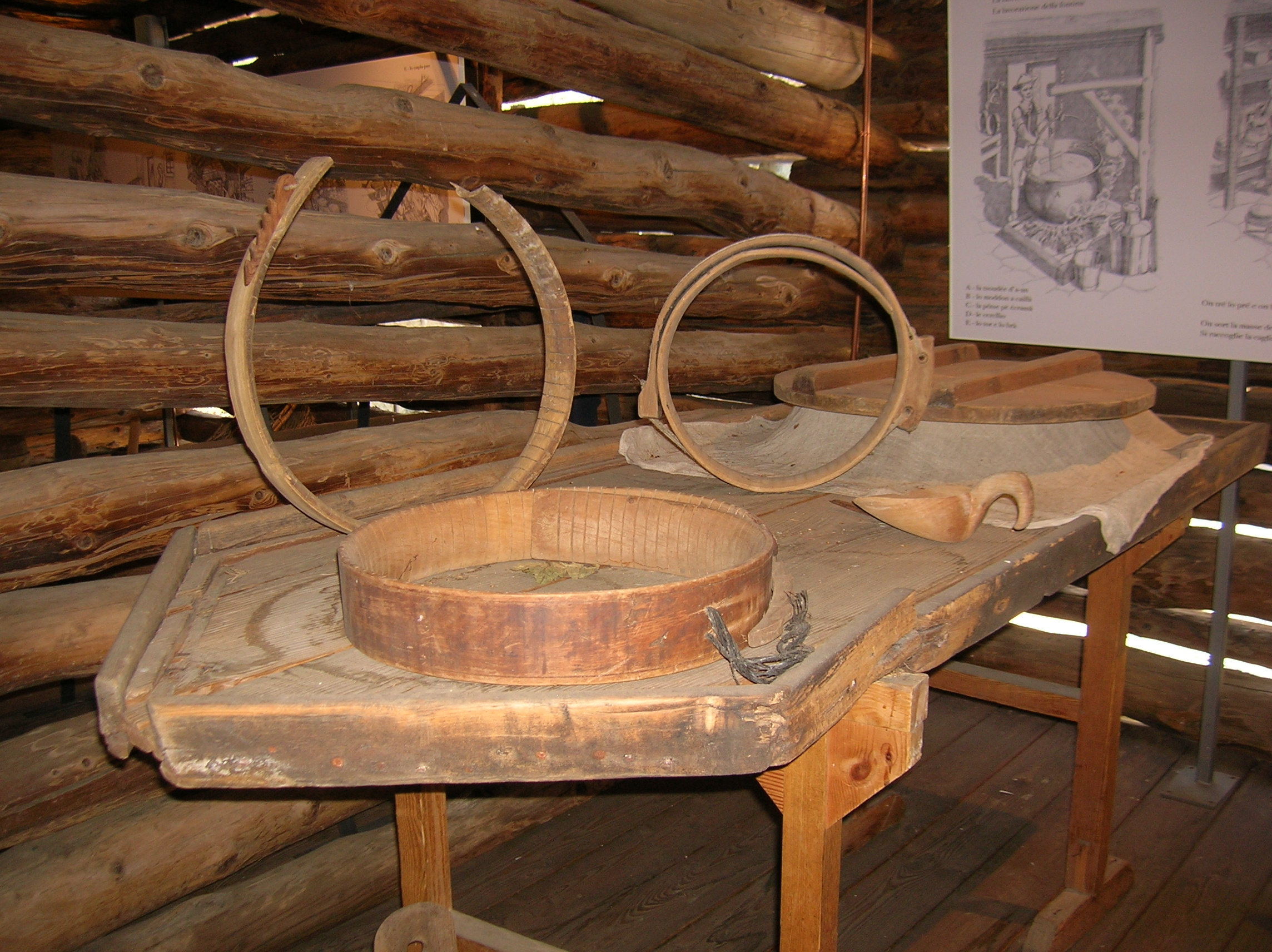
Meules pour la Fontine
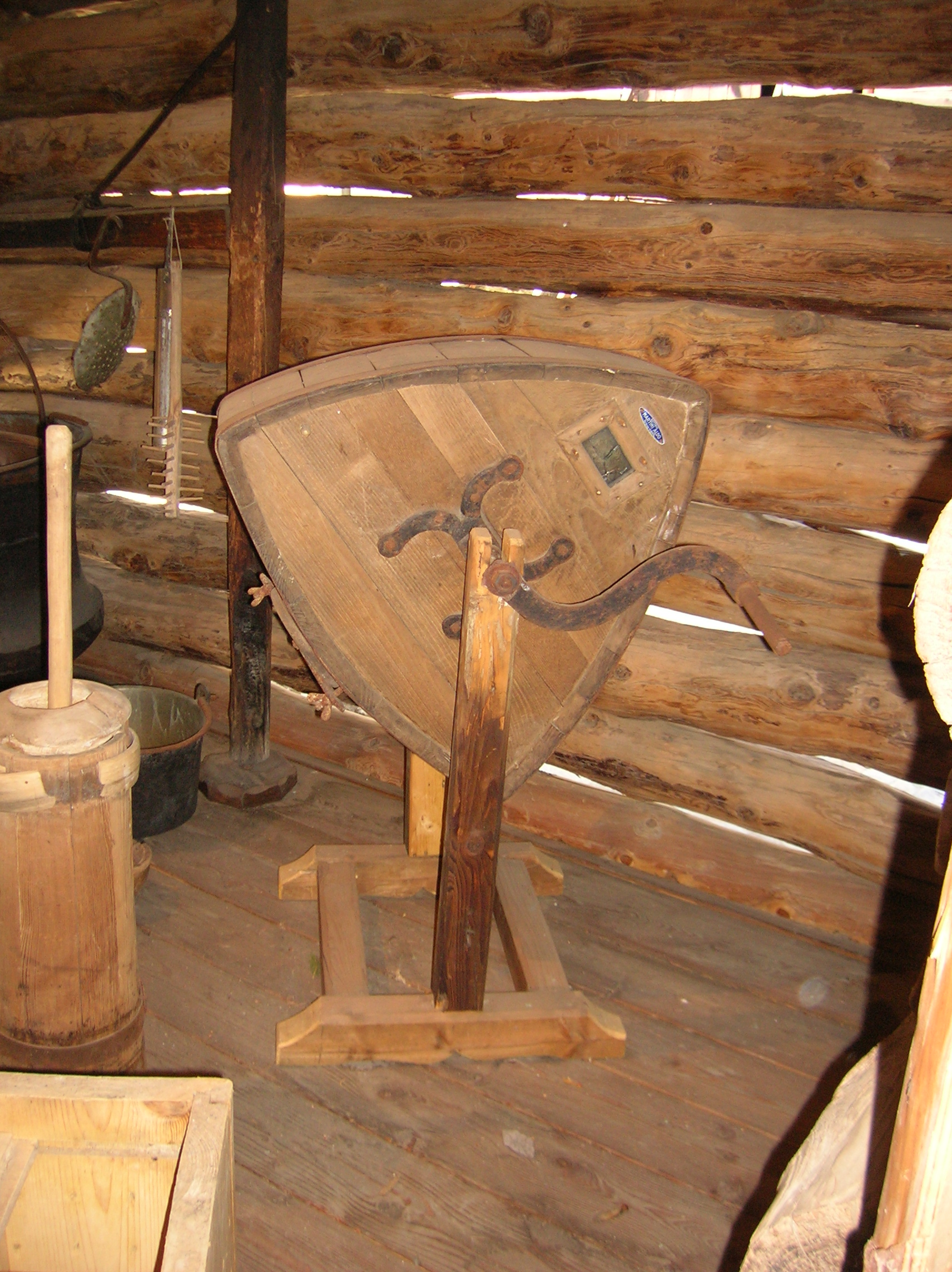
Une baratte (en patois valdôtain, beurî)